# Kingston, Jamajka
Kingston je glavno in največje jamajško mesto. Leži ob jugovzhodni obali otoka. Obkroža ga naravno pristanišče in varuje tanka sipina Palisadoes, 14 km dolga podolžna zemeljska kosa, ki spaja nekdanje glavno mesto Port Royal in Mednarodno letališče Normana Manleyja s preostankom otoka. V Amerikah je Kingston največje večinoma angleško govoreče mesto južno od ZDA.
Krajevni vladni telesi okrožij Kingston in Saint Andrew so leta 1923 združili z listino mestnih svetov Kingstona in Saint Andrewa in ustanovili Mestni svet Kingstona in Saint Andrewa (Kingston and St. Andrew Corporation, KSAC). Greater Kingston ali »združeno področje« se nanaša na KSAC, vendar ne izključno na Okrožje Kingston, ki ga sestavljata le staro mestno jedro in Port Royal. Okrožje Kingston je imelo leta 2001 96.052 prebivalcev, Saint Andrew pa 555.828.
Ožji del mesta na severu meji s Stony Hillom, na severovzhodu na Papine, na vzhodu na Harbour View in na zahodu na Six Miles. Občine podeželskega Saint Andrewa, kot so Gordon Town, mavis Bank, Lawrence Tavern, Mt. Airy in Bull Bay, niso del Kingstona.
Osrednji del Kingstona tvorita zgodovinski, vendar problematični, Downtown in New Kingston. Iz Kingstona izvira več reggae glasbenikov, med njimi: Buju Banton, Sean Paul, Bounty Killer in Beenie Man. Med znamenitostmi velja na prvem mestu omeniti bližnje plaže Hellshire in Lime Cay, Narodno galerijo Jamajke, ruševine Port Royala in Devon House, graščino s sosednjim parkom, ki je nekoč pripadala prvemu jamajškemu temnopoltemu milijonarju. V Kingstonu prirejajo več vsakoletnih in dobro obiskanih festivalov.
Kingston ima de letališči: Mednarodno letališče Normana Manleyja in manjše ter prvenstveno domače Letališče Tinson Pen.

## Zgodovina
Mesto so ustanovili 22. julija 1692 kot naselje za begunce in preživele od potresa, ki je tega leta opustošil Port Royal. Pred potresom je bil Kingston le poljedelsko naselje. Preživeli od potresa so ob obali zgradili begunsko taborišče. Zaradi bolezni, ki so jih prenašali komarji, je umrlo približno 2000 ljudi. Najprej so begunci živeli v šotorih na Hog Crawle. Mesto se ni začelo širiti vse do nadaljnjega uničenja Port Royala leta 1703. Geodet John Goffe je izdelal načrt mesta na podlagi mreže ulic, ki so omejevale mesto na severu, vzhodu, zahodu in pristanišče. Do leta 1716 je postalo največje mesto in trgovsko središče na Jamajki. Vlada je prodala zemljo ljudem z uredbo da je ne smejo kupiti več kot so jo imeli v Port Royalu in da ima dostop do morja. Postopoma so bogati trgovci začeli prestavljati svoja bivališča iz poslovnih poslopij na zemljišča posestev na severu v ravnice Liguanea.
Prvo brezplačno Wormerjevo deško šolo so ustanovili leta 1729. Na ulici Harbour Street so postavili prvo gledališče, leta 1774 pa so ga prestavili na North Parade. Obe gledališči še danes stojita. Leta 1755 se je guverner Charles Knowles odločil prestaviti vladne pisarne iz Spanish Towna v Kingston. Nekateri so menili da je bilo za Skupščino to neprimerno mesto v bližini moralne zmede Kingstona, tako da je naslednji guverner sir Henry Moore ta zakon razveljavil. Do leta 1780 je število prebivalcev naraslo na 11.000 in trgovci so začeli pritiskati da bi upravno središče prestavili iz Spanish Towna, ki ga je do tedaj zasenčila trgovska dejavnost Kingstona.
Kingston je postal glavno mesto leta 1872 in je funkcijo prevzel od Spanish Towna.